# Ceylin Alvarado
Ceylin del Carmen Alvarado, född den 6 augusti 1998 i Cabrera (Dominikanska republiken), är en nederländsk tävlingscyklist som har haft stora framgångar i cykelcross. I denna disciplin blev hon världsmästare, europapmästare och nederländsk mästare 2020 (samma kalenderår, men inte samma säsong). Därtill har hon vunnit UCI World Cup (2023/2024), Superprestige (tre gånger) och Trofee veldrijden (2019/2020), samt var rankad som etta i världen vid säsongsslutet i mars 2020, 2021 och 2024.
Alvarado har också tävlat i mountainbike (nederländsk mästare i XCO för U23 2020 och 2021 samt VM-bronsmedaljör U23 2020) och på landsväg (inga nämnvärda framgångar).
Ceylin Alvarado föddes i Dominikanska republiken, men familjen flyttade till Nederländerna när hon var fem år gammal. Även hennes yngre bror, Salvador Alvarado (född 2002), är tävlingscyklist.

## Meriter – cykelcross
Ålderskategorierna nedan avser vilken eller vilka klasser Ceylin Alvarado deltog i (exempelvis blev hon tvåa i både junior- och U23-klasserna vid de nederländska mästerskapen 2015/2016, och 2019/2020 placerade hon sig på prispallen i UCI World Cup både för U23 (1:a) och elit (2:a) – 2019/2020 vann hon också Superprestige i båda klasserna).
| 2011/2012 3:a vid Nederländska mästerskapen | 2015/2016 2:a vid Nederländska mästerskapen |

### U23
| 2015/2016 2:a vid Nederländska mästerskapen 2016/2017 2:a vid Nederländska mästerskapen 7:a vid Världsmästerskapen 2017/2018 2:a vid Världsmästerskapen 2:a totalt i UCI World Cup 4:a vid Europamästerskapen | 2018/2019 Europamästare Nederländsk mästare Vinnare totalt av UCI World Cup Vinnare totalt av Superprestige 3:a vid Världsmästerskapen 2019/2020 Europamästare Vinnare totalt av UCI World Cup Vinnare totalt av Superprestige |

### Elit
Världsmästerskapen och de nederländska mästerskapen avgörs i januari–februari. Europamästerskapen hålls på hösten (november). UCI World Cup, Superprestige och Cyclo-cross Trofee består av deltävlingar spridda under säsongen. UCI:s världsranking anger ställningen vid säsongens slut i mars.
| SäsongTävling             | 2015 2016 | 2016 2017 | 2017 2018 | 2018 2019 | 2019 2020 | 2020 2021 | 2021 2022 | 2022 2023 | 2023 2024 | 2024 2025 |
| ------------------------- | --------- | --------- | --------- | --------- | --------- | --------- | --------- | --------- | --------- | --------- |
| Världsmästerskapen        | –         | –         | –         | –         |           | 6         | 4         | 5         | 4         | 7         |
| Europamästerskapen        | –         | –         | –         | –         | –         |           | 4         |           |           |           |
| Nederländska mästerskapen | –         | –         | –         | –         |           | X         |           |           | 4         |           |
| UCI World Cup             | –         | 42        | 16        | 7         |           |           | 15        | 5         |           | 7         |
| Superprestige             | –         | 19        | 10        | 4         |           |           | 10        |           |           |           |
| Trofee veldrijden         | 28        | 16        | 11        | 10        |           |           | 4         |           | 13        | 8         |
| UCI:s världsranking       | 147       | 43        | 21        | 8         | 1         | 1         | 12        | 3         | 1         | 3         |

X = Ej avhållen (Nederländska mästerskapen ställdes in 2020/2021 på grund av coronapandemin)

## Meriter – mountainbike

### U23
| 2018 3:a i cross country (XCO) vid Nederländska mästerskapen för U23 2019 Nederländsk U23-mästare i cross country (XCO) | 2020 Nederländsk U23-mästare i cross country (XCO) 3:a i cross country (XCO) vid Världsmästerskapen för U23 |